# Stefan Hoderlein

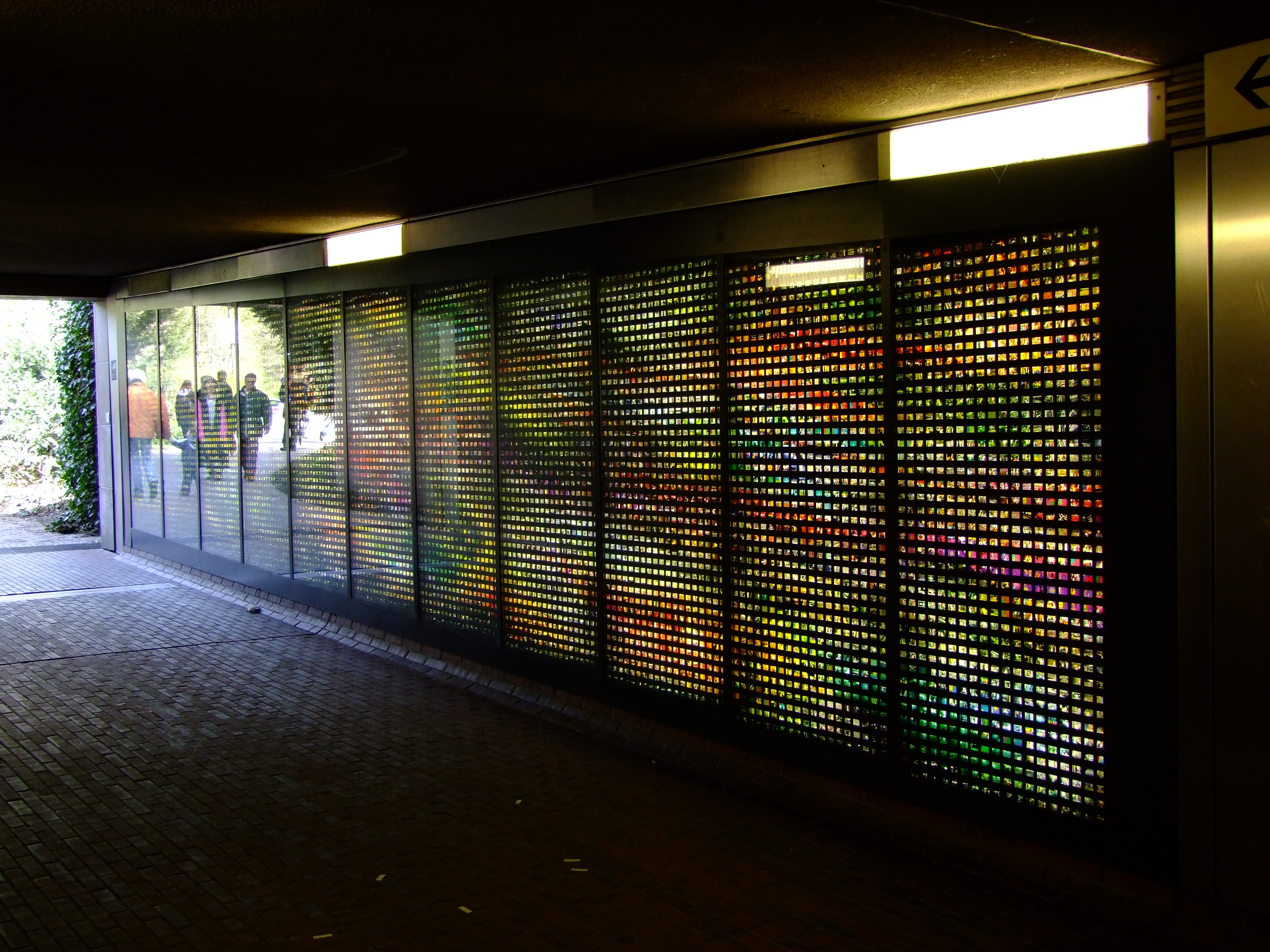
Hoderleins Dia-Installation von 2002 in der Tonhallenpassage in Düsseldorf

Stefan Hoderlein (* 1960 in Düsseldorf) ist ein zeitgenössischer deutscher Künstler, der die Ästhetik des Ravens in Kunst transformieren will.
Zwischen 1982 und 1989 studierte er an der Staatlichen Kunstakademie Düsseldorf bei Bernd Becher und Nam June Paik. Seine Foto- und Videoinstallationen entwickelt Hoderlein aus einem Archiv von Videos, Dias, Zeitschriften und Relikten der Musikszene. Musik, Sexualität und Tanz sind die Grundmotive seiner Arbeit.

## Einzelausstellungen (Auswahl)
- 1989: Jablonka Galerie, Köln
- 1997: Neuer Aachener Kunstverein, Aachen
- 1999: Videoprojektionen, transition, Berlin
- 2000: Reflections in a Golden I, Staatliche Kunsthalle Baden-Baden
- 2002: 20.001 Dia-Installation anlässlich der Ausstellung hell-gruen, Tonhallen-Unterführung, Düsseldorf
- 2003: Is This It: Dia- und Videoinstallation – Kunstverein Schwäbisch Hall, Galerie am Markt, Schwäbisch Hall
- 2007: IS THIS IT? Part II the eternal search for love and…, Kunstraum Düsseldorf, Düsseldorf
- 2009: Self-Conscious, Simultanhalle, Cologne
- 2009: CRUISE CONTROL, COSAR HMT Düsseldorf
- 2010: 1989–2010 – Home Is Where The Heart Is, Wilhelm Lehmbruck Museum, Duisburg

## Gruppenausstellungen (Auswahl)
- 1994: Freundschaftsspiel, Kunsthalle Düsseldorf
- 1994: Treibhaus VI, Kunstmuseum Düsseldorf
- 1995: How Is Everything, Wiener Secession
- 1995: Es ist alles wahr, Galerie Fricke, Düsseldorf
- 1995: Wie gemalt, Neuer Aachener Kunstverein, Aachen
- 1996: Zuspiel: Martin Honert und Stefan Hoderlein, Kunstverein Stuttgart
- 1996: Projektionen, Kunsthalle Wien
- 1997: windows 1997, Kunstverein für die Rheinlande und Westfalen, Düsseldorf
- 1997: Deep Storage. Arsenale der Erinnerung. Sammeln, Speichern, Archivieren in der Kunst, Kulturforum Potsdamer Platz, Berlin; Haus der Kunst München, München
- 2000: Dia/Slide/Transparency – Materialien zur Projektionskunst, Kunstraum Kreuzberg / Bethanien, Berlin
- 2001: Zeche Zollverein, Essen
- 2002: Heute bis Jetzt, Museum Kunst Palast, Düsseldorf

## Publikationen
- 1997: Deep Storage. Arsenale der Erinnerung. Sammeln, Speichern, Archivieren in der Kunst. Verlag: Prestel, ISBN 978-3-7913-1847-9.
- 2000: Dia/Slide/Transparency – Materialien zur Projektionskunst. Verlag: NGBK Neue Gesellschaft für Bildende Kunst, ISBN 978-3-926796-64-6.